# 愛知県道194号斉藤羽黒線
愛知県道194号斉藤羽黒線 （あいちけんどう194ごう さいとうはぐろせん）は、愛知県丹羽郡扶桑町から同県犬山市に至る一般県道である。

## 概要

### 路線データ
- 起点：愛知県丹羽郡扶桑町大字斉藤
- 終点：愛知県犬山市大字羽黒
- 延長：約5.0 km

## 沿革
- 1959年12月15日：認定

## 地理

### 通過する自治体
- 愛知県
  - 丹羽郡
    - 扶桑町
    - 大口町

  - 犬山市

### 交差する道路
- 愛知県道156号小渕江南線（斉藤交差点）
- 愛知県道64号一宮犬山線（柏森交差点）
- 愛知県道159号外坪扶桑線（柏森辻田交差点）
- 愛知県道158号小口名古屋線（上小口交差点）
- 愛知県道192号草井羽黒線（上小口交差点 - 上小口2丁目交差点間で重複）
- 国道41号（名濃バイパス）（上小口2丁目交差点）
- 愛知県道27号春日井各務原線（木曽街道）（蝉屋交差点）

### 沿線
- 扶桑町立柏森小学校
- NTT西日本扶桑電話交換所
- 扶桑郵便局
- 小口町立北保育園
- トヨタ紡織大口工場